# Koraal Tabak
Koraal Tabak – osada (wijk) w miejscowości Oostpunt w dystrykcie Bandariba, w kraju autonomicznym Curaçao, należącym do Holandii, w Ameryce Południowej. 20 października 2023 r. była niezamieszkana. Leży we wschodniej części wyspy. Znajduje się tutaj elektrownia wiatrowa